# Teateråret 1855

## Årets uppsättningar

### Februari
- 23 februari – Maria Barbara Frykholms pjäs En god uppfostran har urpremiär på Mindre teatern i Stockholm.[1]

### Mars
- 5 mars – Jeanette Stjernströms pjäs Drottning Christna har urpremiär på Mindre teatern i Stockholm.[2]

### Maj
- 30 maj – Jeanette Stjernströms pjäs I Finland 1808 och 09 har urpremiär på Mindre teatern i Stockholm.[3]

## Födda
- 12 februari – Jacob P. Adler (död 1926), ukrainsk-amerikansk skådespelare.
- 20 februari – Valborg Moberg (död 1882), svensk skådespelerska.
- 28 mars – Kyrle Bellew (död 1911), amerikansk skådespelare.
- 13 april – William Engelbrecht (död 1904), svensk skådespelare.
- 21 maj – Emile Verhaeren (död 1916), belgisk poet och dramatiker.
- 25 maj – Aranka Hegyi (död 1906), ungersk skådespelare.
- 3 juni – Thecla Åhlander (död 1925), svensk skådespelare.
- 17 september – Effie Ellsler (död 1943), amerikansk skådespelare.
- 10 oktober – Herbert Kelcey (död 1917), amerikansk skådespelare.
- 23 oktober – Eric Lewis (död 1935), brittisk skådespelare.

### Fotnoter
1. ↑  ”Dramawebben”. Arkiverad från originalet den 22 februari 2012. https://web.archive.org/web/20120222163235/http://www.dramawebben.se/pjas/en-god-uppfostran. Läst 23 mars 2011.
2. ↑  ”Dramawebben”. Arkiverad från originalet den 11 augusti 2010. https://web.archive.org/web/20100811054751/http://www.dramawebben.se/pjas/drottning-christina. Läst 24 mars 2011.
3. ↑  ”Dramawebben”. Arkiverad från originalet den 22 februari 2012. https://web.archive.org/web/20120222171103/http://www.dramawebben.se/pjas/i-finland-1808-och-9. Läst 23 mars 2011.